# Yong'an
Yong'an (永安市S, Yǒng'ānP) è una città-contea della Cina, situata nella provincia del Fujian.